# Alea
Cet article concerne l'entreprise. Pour le terme latin ou le mot français qui en dérive, voir Aléa.
Alea est une marque du groupe Ravensburger qui édite des jeux de société d'auteurs allemands. Ils ont publié plusieurs jeux considérés aujourd'hui comme des classiques, qui ont fait pour beaucoup dans la renommée internationale de l'école de jeu dite « à l'allemande » ou Eurogame.
Alea a proposé et propose six collections. Leurs grands jeux ont été inaugurés par le jeu Râ de Reiner Knizia. La gamme des petites boîtes a démarré avec le jeu Wyatt Earp et a été arrêtée après le cinquième opus. En 2004, Alea lance une nouvelle collection de boîtes de taille moyenne, dont la première est le jeu Louis XIV de Rüdiger Dorn (depuis réédité avec un autre thème, sous le titre Mafiozoo chez l'éditeur français Super Meeple). En 2016, Alea lance une quatrième collection de mini-boîtes qui remplace la série des petites ; elle démarre avec Les Châteaux de Bourgogne - Le Jeu de cartes de Stefan Feld. Cette collection propose essentiellement des déclinaisons en jeux de cartes de jeux de plateau déjà publiés par la marque. En 2018, Alea lance une cinquième collection constituée de très grandes boîtes cette fois, avec le jeu legacy The Rise of Queensdale d' Inka et Markus Brand, seul jeu de la collection à ce jour. Parallèlement la marque réédite ses classiques en boîtes moyennes avec des graphismes retravaillés.

## Les jeux édités par Alea

### Collection minis boîtes
1. Les châteaux de Bourgogne, le jeu de cartes, 2016, Stefan Feld
2. Broom service, le jeu de cartes, 2016, Andreas Pelikan et Alexander Pfister
3. Las Vegas, le jeu de cartes, 2016, Rüdiger Dorn
4. Les châteaux de Bourgogne, le jeu de dés, 2017, Stefan Feld
5. Puerto Rico, le jeu de cartes, 2018, Andreas Seyfarth, Réédition de San juan en mini boite

### Collection petites boîtes
1. Wyatt Earp, 2001, Richard Borg et Mike Fitzgerald, réédition de Mystery Rummy
2. Royal Turf, 2001, Reiner Knizia, réédition de Turf Horse Racing (1995)
3. Die sieben Weisen, 2002, Reiner Stockhausen
4. Edel, Stein & Reich, 2003, Reinhard Staupe, Japan Boardgame Prize  confirmés 2003
5. San Juan, 2004, Andreas Seyfarth, Japan Boardgame Prize  jeu en japonais 2004, numéroté 1 en français édition Filosofia

### Collection moyennes boîtes
1. Louis XIV, 2004, Rüdiger Dorn, Deutscher Spiele Preis  2005
2. Palazzo, 2005, Reiner Knizia
3. Ausburg 1520, 2006, Karsten Hartwig
4. Malédiction, 2008, Andreas Pelikan
5. Alea Jacta Est, 2009, Bernd Eisenstein et Jeffrey D. Allers
6. Glen More, 2010, Matthias Cramer
7. Artus, 2011, Wolfgang Kramer et Michael Kiesling
8. Vegas, 2012, Rüdiger Dorn suivi par le 8.5. Las Vegas Boulevard (extension), 2014, Rüdiger Dorn
9. Saint Malo, 2012, Markus Brand et Inka Brand
10. La Isla, 2014, Stefan Feld
11. San Juan, 2015, Andreas Seyfarth, Réédition de la version petite boite en boite moyenne

### Collection grandes boîtes
1. Ra, 1999, Reiner Knizia
2. Chinatown, 1999, Karsten Hartwig
3. Tadsch Mahal, 2000, Reiner Knizia, Deutscher Spiele Preis  2000, Essener Feder  2000
4. Les Princes de Florence (Die Fürsten von Florenz), 2000, Wolfgang Kramer et Richard Ulrich, International Gamers Awards  multijoueur 2001
5. Adel Verpflichtet, 2000 (réédition), Klaus Teuber, Spiel des Jahres  1990, Deutscher Spiele Preis  1990
6. Die Händler von Genua, 2001, Rüdiger Dorn
7. Puerto Rico, 2002, Andreas Seyfarth, Deutscher Spiele Preis  2002, Essener Feder  2002, Japan Boardgame Prize  joueurs confirmés 2002, Schweizer Spielepreis  stratégie 2002, International Gamers Awards  multijoueur 2003, Nederlandse Spellenprijs  2003
8. Eiszeit, 2003, Alan R. Moon et Aaron Weissblum
9. Fifth Avenue, 2004, Wilko Manz, Essener Feder  2004
10. Um Ru(h)m und Ehre, 2006, Stefan Feld
11. Notre Dame, 2007, Stefan Feld
12. L'Année du Dragon, 2007, Stefan Feld
13. Macao, 2009, Stefan Feld
14. Les Châteaux de Bourgogne, 2011, Stefan Feld
15. Bora Bora, 2013, Stefan Feld
16. Puerto Rico, 2014, Andreas Seyfarth, réédition de la version collector d'Ystari (juste pour les illustrations et les extensions, pas pour le matériel)
17. Broom Service, 2015, Andreas Pelikan et Alexander Pfister, Spiel des Jahres  2015
18. Carpe Diem, 2018, Stefan Feld

### Collection boîtes géantes
1. The Rise of Queensdale, 2018, Inka Brand et Markus Brand

### Nouvelle collection grande boîtes
1. Las Vegas Royale, Rüdiger Dorn
2. Les Châteaux de Bourgogne, Stefan Feld
3. Les Châteaux de Toscane, 2020, Stefan Feld
4. Puerto Rico, Andreas Seyfarth
5. Carpe Diem, Stefan Feld
6. Council of Shadows, Martin Kallenborn et Jochen Scherer